# Pirapama
De Pirapama is een rivier in Braziliaanse deelstaat Pernambuco. Het grootste deel van het stroomgebied bevindt zich in de gemeente Cabo de Santo Agostinho. In het stroomgebied wonen 900.000 mensen.
Vanaf 1570 wordt er langs de rivier suikerriet verbouwd. In 1918 werd de eerste dam gebouwd voor de drinkwatervoorziening. Aan het eind van de twintigste eeuw was dit echter onvoldoende. Daarom werd in 2002 een tweede dam gebouwd. Dit drinkwater is belangrijk voor het stedelijk gebied van Recife.
De rivier is vervuild, door de teelt van suikerriet en door de bezetting van de oevers door de arme bevolking. In 1998 heeft de staat Pernambuco een comité opgericht om te proberen de vervuiling tegen te gaan.
- Virtual International Authority File: 315128556